# Moisiivka, Korosten
Moisiivka (în ucraineană Мойсіївка) este un sat în comuna Lisivșciîna din raionul Korosten, regiunea Jîtomîr, Ucraina.

## Demografie
Componența lingvistică a localității Moisiivka
     Ucraineană (95,38%)
     Rusă (4,62%)
Conform recensământului din 2001, majoritatea populației localității Moisiivka era vorbitoare de ucraineană (95,38%), existând în minoritate și vorbitori de rusă (4,62%).